# La Matanza de Acentejo
La Matanza de Acentejo là một đô thị trong tỉnh Santa Cruz de Tenerife, cộng đồng tự trị quần đảo Canary Tây Ban Nha. Đô thị này có diện tích là ki-lô-mét vuông, dân số năm 2009 là người với mật độ người/km². Đô thị này có cự ly km so với tỉnh lỵ Santa Cruz de Tenerife.